# ناوه (خورگام)
ناوه یک منطقهٔ مسکونی در ایران است که در دهستان خورگام واقع شده‌است. ناوه ۱۵ نفر جمعیت دارد.